# Peter Boeve
Peter Boeve (Staverden, 14 marzo 1957) è un ex calciatore e allenatore di calcio olandese, di ruolo difensore.

## Carriera

### Giocatore
Durante la sua carriera, iniziata nel 1975 tra le file del Vitesse, ha giocato per nove stagioni per l'Ajax, con cui è diventato per quattro volte campione d'Olanda, per tre volte ha vinto la Coppa Nazionale e, in ambito internazionale, ha vinto la Coppa delle Coppe 1986-1987. Ha terminato la carriera con i belgi del Beerschot, nel 1988.
Ha giocato 16 partite con la Nazionale Olandese, senza però mai segnare.

### Allenatore
Qualche anno dopo il ritiro, nel 1995, ha iniziato la carriera di allenatore. Ha allenato DVS '33, RKC Waalwijk, Zwolle e Omniworld. Ha allenato anche Ajax e Zulte Waregem, rispettivamente come allenatore in seconda ed assistente.

## Palmarès

### Giocatore

#### Competizioni nazionali
- Campionato olandese: 4

Ajax: 1979-1980, 1981-1982, 1982-1983, 1984-1985
- Coppa dei Paesi Bassi: 3

Ajax: 1982-1983, 1985-1986, 1986-1987

#### Competizioni internazionali
- Coppa delle Coppe: 1

Ajax: 1986-1987